# 阿蘇猿まわし劇場
阿蘇猿まわし劇場（あそさるまわしげきじょう）は、周防猿まわしの会が運営する、猿まわし専用劇場。

## 概要
1989年オープン。年中無休。
所在地は熊本県阿蘇郡南阿蘇村大字下野793。

## 交通アクセス
- JR九州豊肥本線赤水駅よりタクシーで5分。
- 九州自動車道熊本インターチェンジより25㎞。